# François Fournier (homme politique)
Pour les articles homonymes, voir François Fournier et Fournier.
François Fournier, né le 14 août 1866 à Manduel et décédé le 27 mai 1941 dans la même ville, est un homme politique français.

## Biographie
Il nait le 14 août 1866 à Manduel dans le département du Gard. Sa famille est d'origine modeste.
Il apprend le métier de forgeron-ajusteur à Nîmes. Puis il entreprend son Tour de France. Il est reçu Compagnon du Devoir à Lyon sous le nom de Languedoc Le Résolu puis séjourne en particulier à Dijon, Châlons-sur-Saône, Gray, Paris. 
En 1891, après son service militaire, il est embauché à Arles dans une entreprise de constructions maritimes. Il fonde, avec quelques camarades, un groupe politique : Le Réveil socialiste. Il est licencié à cause de son attitude militante. Il travaille pour la compagnie des Chemins de Fer de la Camargue. Par la suite, il ouvrit à Boulbon (Bouches-du-Rhône) un atelier de forgeron. Parallèlement, il réussit à poursuivre ses études puisqu’il devint avocat à Nîmes.
Il meurt le 27 mai 1941 à Manduel

## Engagement politique
Dès 1891, il crée le groupe politique Le Réveil Socialiste à Arles. Il fonde des groupes à Aramon, Beaucaire et Tarascon.
Il écrit dans de nombreuses publications socialistes dans diverses régions.
En 1898, aux élections législatives dans la première circonscription de Nîmes. Il fait campagne sur le programme du POF (Parti ouvrier français) au congrès duquel il avait participé, à Romilly (1895), sans y adhérer personnellement, et recueillit 1 828 voix sur 15 121 votants. Au second tour, il se désiste au profit du candidat républicain pour éviter la réélection du candidat royaliste.
Il se rallie à la fédération socialiste autonome qui, en 1902, s’affilie au PSF (Parti socialiste Français).
À la mort du député républicain, une élection partielle est organisée le 3 février 1901 au cours de laquelle il est élu député de la 1re circonscription de Nîmes. Il est réélu en 1902, sous l’égide d’un Comité d’union socialiste révolutionnaire, puis en 1906 comme candidat de la SFIO dont il est adhérent.
Le 3 août 1907, il rompt avec la SFIO qui lui enjoignait de se soumettre à la discipline du Parti. Comme socialiste indépendant, il fut, de justesse, réélu député au deuxième tour en 1910 puis en 1914.
En 1919, il est battu aux élections législatives et disparait de la scène politique.

## Autres engagements
Il est franc-maçon. Il est Initié Apprenti à la Loge Anatole France le 8 novembre 1931, Compagnon le 28 juin 1932 et Maître le 8 juin 1933. Il est Orateur de la Loge entre 1935 et 1938.

## Mandats
- Député du Gard (1901-1919)

## Sources
- « François Fournier (homme politique) », dans le Dictionnaire des parlementaires français (1889-1940), sous la direction de Jean Jolly, PUF, 1960 [détail de l’édition]
- « Fournier (François) », dans Dictionnaire biographique du Gard, Paris, Flammarion, coll. « Dictionnaires biographiques départementaux » (no 45), 1904 (BNF 35031733), p. 272-273.
- Michel Fournier, « Le député gardois François Fournier, ses actions à la Chambre durant la guerre 1914-1918 », Mémoires de l'Académie de Nîmes, t. LXXXIX,‎ 2016, p. 189-211 (lire en ligne).